# Szentgyörgy (Szlovákia)
Szentgyörgy (szlovákul Svätý Jur,kiejtéseⓘ korábban Jur pri Bratislave, németül Sankt Georgen, latinul Sanct Georgius) város Szlovákiában, a Pozsonyi kerület Bazini járásában. Szentgyörgyújtelep tartozik hozzá.

## Fekvése
Pozsony központjától 12 km-re északkeletre fekszik.

## Története
A régészeti leletek tanúsága szerint területén már az i. e. 4. évezredben, a kőkorszakban is éltek emberek. A bronzkorból egy bronzkés került elő az i. e. 1500 körüli időből. A kora vaskorból is kerültek elő leletek. A 9. század második feléből egy morva erőd nyomai maradtak fenn.
Fejlett volt itt már a korai időktől a szőlészet és borászat. Szentgyörgy központi szerepét az is bizonyítja, hogy már korán uradalmi központ lett. A Szentgyörgyi és Bazini grófi család 1209-ben szerzett birtokot a településen. A tatárjárás és Ottokár cseh király 1271 és 1273-as pusztításai után német telepesek érkeztek ide és hamarosan korlátozott önállósággal rendelkező mezőváros rangjára emelkedett. A város német többségét egészen 1945-ig megtartotta. A 13. század végén felépült a város erődítménye, Fehérkő vára. A 14. század elejére ennek ellenére jelentősége kissé visszaszorult a másik uradalmi központ, Bazin mögött. A Szentgyörgyi és Bazini grófok az oligarchák elleni harcokban Károly Róbert oldalán álltak, így birtokaikat továbbra is megőrizték. A város többször szenvedett a hadak pusztításai miatt. 1386-ban Jodok és Prokop morva őrgrófok serege erőszakkal foglalta el a várat, noha az nem tartozott a nekik elzálogosított királyi birtokhoz. A várat csak 1390-ben sikerült Luxemburgi Zsigmondnak visszafoglalnia Prokop őrgróftól. 1434. június 12-én a husziták égették fel. 1448-ban Szentgyörgyöt Skola Máté és Tamás nemeseknek zálogosították el. 1543-ban férfiágon kihalt az ősi birtokos Szentgyörgyi és Bazini grófi család és az uradalom királyi birtok lett. 1468-ban a korabeli források szerint a település Éleskő várának tartozéka. Az 1602-ig terjedő időszakban több nemesi család zálogbirtoka volt, így birtokosai voltak a Szapolyai, Serédy, Salm, Kruzsics és Illésházy családok. 1592. szeptember 8-án a török lakóit meglepte és nagy vérengzést vitt véghez. 1598-ban a király engedélyezte a városnak, hogy az Illésházyaktól megválthassa magát és szabad királyi város lehessen, az Illésházyak azonban megtagadták az átadását. 1603-ban Illésházy Istvánt az ellene lefolytatott hűtlenségi perben fej és jószágvesztésre ítélték, várait pedig – így Szentgyörgyöt is – császári katonaság szállta meg. 1606 és 1610 között ismét az Illésházyak zálogbirtoka, miután 1605-ben Bocskai visszaadta neki, Rudolf császár pedig 1606-ban büntetlenséget biztosított számára, így megtarthatta birtokait. 1609-ben az Illésházyak reneszánsz várkastélyt építtettek ide.
1647-ben III. Ferdinándtól szabad királyi városi jogokat kapott. 1603 és 1647 között kőfallal vették körül, melyet számos bástya erősített. Ennek ellenére 1663. szeptember 5-én a török elfoglalta és lakóit nagyrészt elpusztította. 1704-ben Rákóczi serege pusztította, majd 1728-ban újra leégett. Falait és kapuit 1711 után nagyrészt lebontották, de részben ma is állnak. 1840-ben Szentgyörgy és Pozsony között közlekedett az első lóvontatású vasút.
Vályi András szerint "SZENT GYÖRGY. Fanum Sancti Georgii, Szvati Giri. Szabad Királyi Város, és régi Vár Pozsony Vármegy. fekszik szőlőhegyek alatt, kies helyen, Pozsony Városához 2, Bazinghoz pedig fél órányira. Régi, és hajdani nevezetességét az is nyilványíttya, mivel IV. BÉLA Király alatt már a’ Városok’ száma között vala. Első nevezetes viszontagságokat szenyvede Ottokártól, a’ ki által elpusztíttatott. Azután pedig Bazingal, és Óvárral egygy Úrnak engedelmeskedék. Nevezetes e’ Városra nézve, hogy elsők valának a’ Sz. Györgyi, és Bazingi Grófok, a’ kik Magyar Országban Grófi nevezetet viseltek vala, ámbár már az előtt is vóltak a’ Hazában Grófok, de más forma értelemben vétettek. Virágzó állapotban vala e’ Királyi Város kiváltképpen RUDOLF, és II. MÁTYÁS alatt, ’s olly gazdag, hogy Aranytárnak neveztetett némellyektől, ’s Bél Mátyás szerént, több Uraságok is laktanak vala itten az időben, mint Pozsony Városában; jeles termékenysége, és bora, mind Ausztriából, mind Stájer Országból számos gazdag Lakosokat ide hódított vala. Nevezetes vala továbbá e’ Városra nézve az 1647-dik esztendő, midőn a’ Királyi Városok’ száma közzé emeltetett. – Valaminthogy ez időben gazdag, népes, és jeles Város vala, úgy ellenben idővel a’ külömbféle viszontagságok, és tűz támadások által eltsekélyedett. Sanyarú vala Szent György Városára nézve az 1663-dik esztendő, midőn a’ Tatárok által elpusztíttatott, a’ Lakosok megölettek, mások pedig rabszíjjakra fűzettettek, sőt még a’ meghólttak is feldúlattattak nyugovó helyeikből a’ Város’ Templomának Kriptájában. Újjabb sanyarúsággal látogattatott vala meg 1704-dik esztendőben, Rákóczinak Serege által, midőn a’ Városnak több nevezetes részei lerontattak, a’ Bazingi útsza pedig egészszen elégettetett. Ismét új szerentsétlenség sanyargatta vala 1728-dikban, midőn újjonnan hamuvá tétettetett. A’ Városnak 3 kapui vagynak, úgymint: a’ Pozsonyi kapu, az alsó kapu, és a’ hegyi kapu; és négy, gyalog embereknek számokra készíttetett kisebb ajtóji. Útszáji között pedig nevezetesebbek: a’ Templom útsza, a’ közép útsza, a’ Pozsonyi, és Bazingi útszák, és az új útsza. Szentegyházai között pedig a’ Sz. György’ emlékezetére szenteltetett Városnak régi hegyre építtetett jeles Szentegyháza, melly nem igen régen újjíttatott vala meg, ’s a’ Sz. Györgyi, és Bazingi Grófoknak kriptáival díszeskedik; és az emlékeztető sorok szemlélhetők itten: Monumentum Spect. & Mag. Casparis de Sered, Comitis de S. Georgio, & Bozyn, ac Capitanei Partium superiorum Regni Hungariæ & c. qui obiit prima die Martii Anno Domini 1550. – E’ Templomhoz mintegy 1/4 órányira van egy kisded tót falutska Neustift, Novavecz, melly e’ Városnak filiája; ’s egy erdő, és szőlőhegyek által választatik-el. Második nevezetes Szentegyház a’ piatzi Templom, ’s e’ felűlírással ékesíttetett: HIC tVa sanCta TrIas reqVIes sIt sanCtIqVe seDes, seDIbVs eXqVe saCrIs sVspIrIa sVsCIpe saCra. Idővel pedig a’ Piáristáknak bírtokokba jutott 1664-dik esztendőben, ’s az akkori Esztergomi Érsek tulajdon kőltségével építtette mellé a’ Piáristáknak Klastromát, mellyben 12 Szerzetesek laknak, ’s az Iffjúságot szorgalmatosan taníttyák a’ negyedik Oskoláig. Harmadik Templom az Evangelikusoknak nem régi Templomjok, mellynek felépíttetését e’ veres márványba metszett arany betűk nyilváníttyák: Has Ædes sempiternum Aug. Cæs & Regis Apost. Josephi II. clementis monumentum Deo optimo, maximo sacravit pietas Cœtus Aug. Conf. S. Geor. An. MDCCLXXXIII. Más külömbféle nevezetes épűletei között jeles a’ Városháza, és más itten bírtokos Uraságoknak házaik, és a’ Városnak Plebániaháza, egygy emeletre épűlve, a’ Városon kivűl, ’s fekvése nevezetes. Vendégfogadóji között legnevezetesebb az úgy neveztetett Szénás Vendégfogadója, holott a’ Vendégeknek számokra jól elintézett szobák készíttettek. Fördője is van a’ Városon kivűl jó, egy 1/4 órányira, mellyben hasonlóképen jeles alkalmatosságok vagynak; vize melegíttetik. A’ Városnak öt vízi malmai vannak, és a’ Városban 8 közönséges kútak. Legnevezetesebb e’ Városra nézve hogy a’ pestises időkben mindenkor épségben maradott, és a’ szomszéd lakosoknak menedék helyűl szolgált vala. Határja e’ Városnak jó termékenységű, borai híresek, és némellyek itten aszszúszőlő bort is készítenek; erdője nagy, vagyonnyaiknak eladására jó módgyok van."

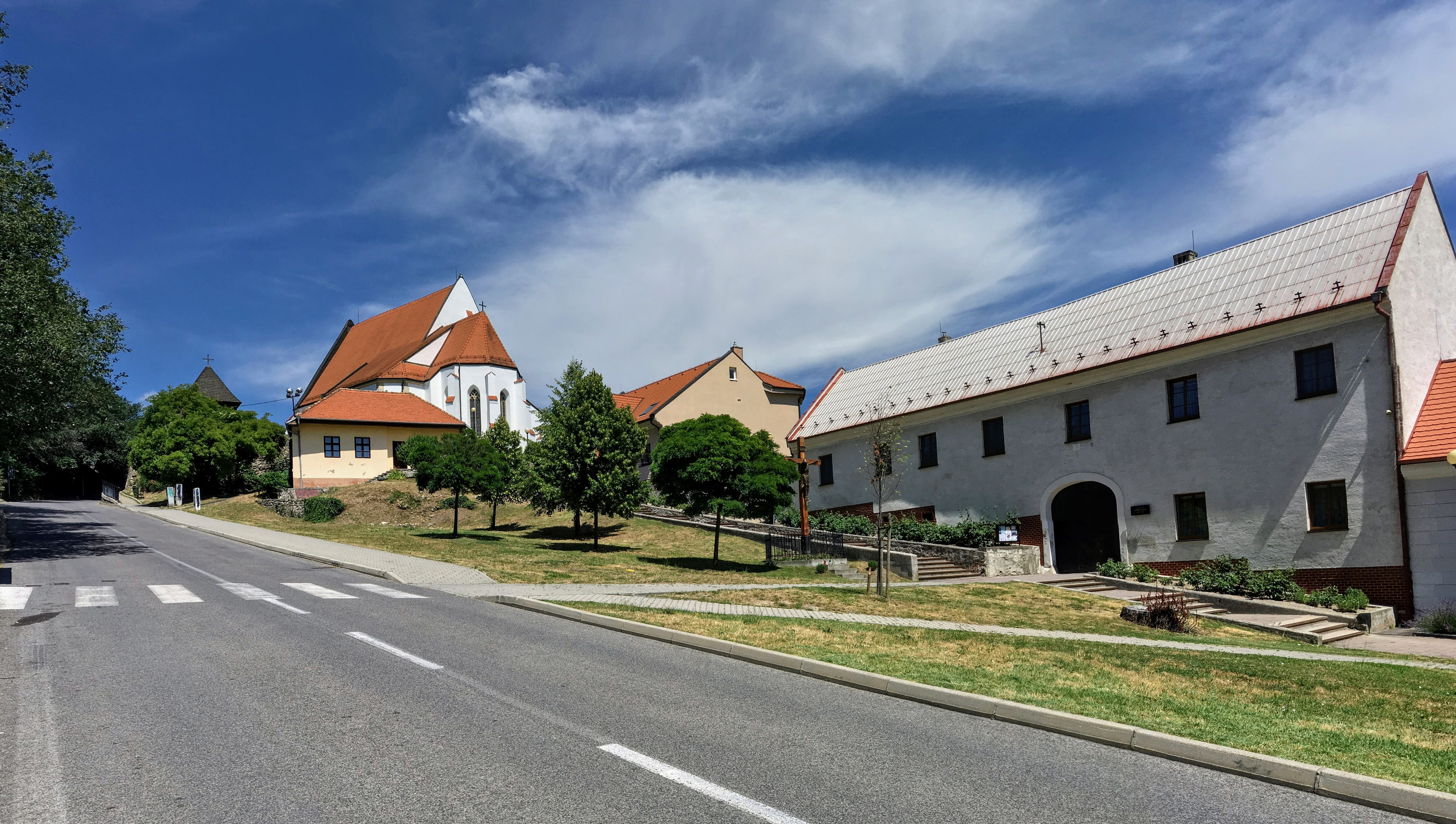
Szentgyörgy plébániatemploma

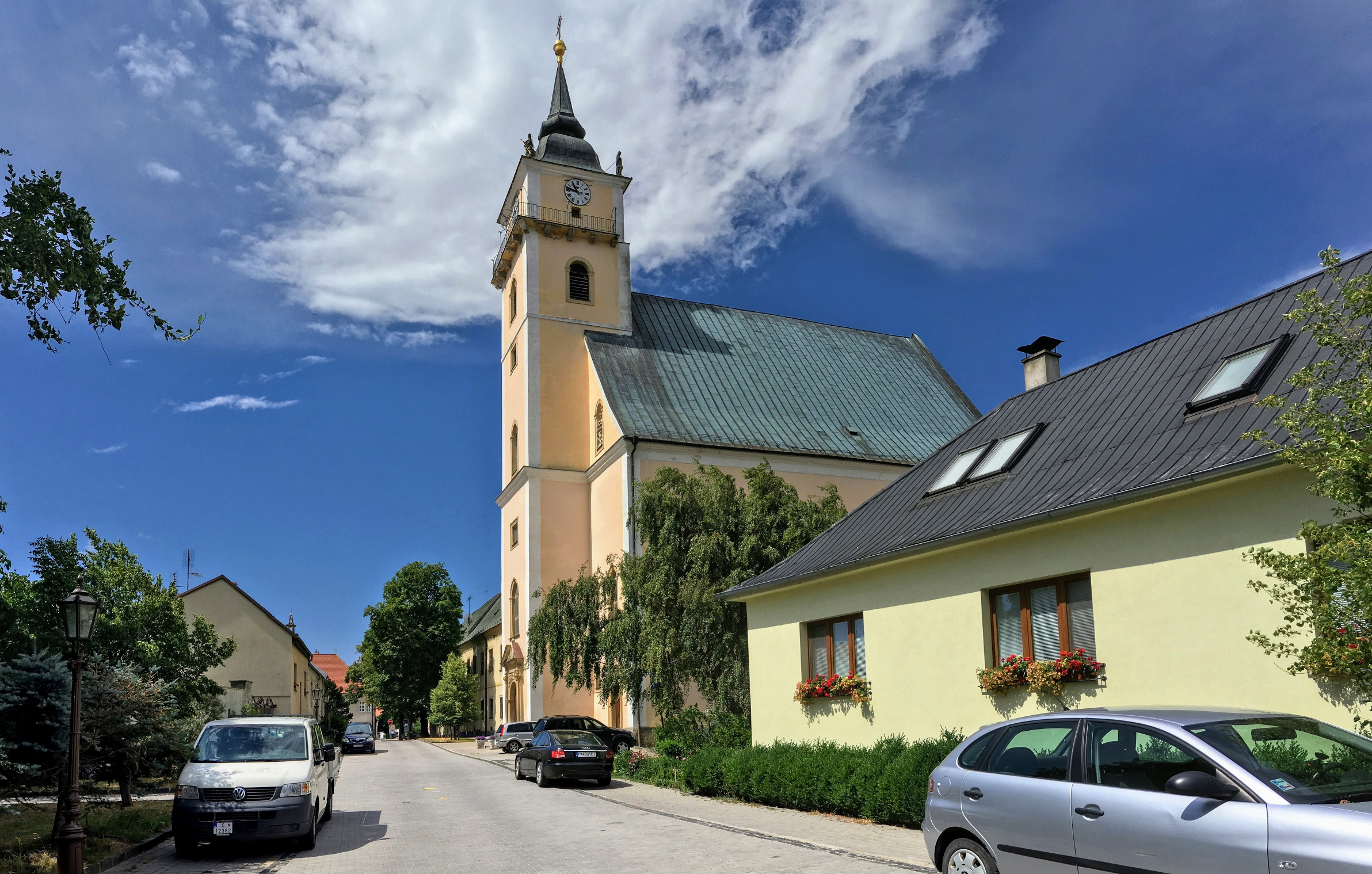
A Szentháromság (piarista) templom

Fényes Elek szerint "Szent-György, (St. Georgen, St. Georgius, Svati Gyur), kőfallal kerülkeritett szab. kir. város, Poson vmegyében. Fekszik két kinyuló szőlőtőkékkel beültetett hegyek közt, Posonhoz 2 órányira. Hajdan nagyobb virágjában volt, mert Rudolf és Mátyás kir. alatt Magyarország kincskamarájának neveztetett, sőt Bél Mátyás szerint azon időben több nemes család lakott benne mint Posonban. Azonban a tatárok, kuruczok pusztitásai, a sokszori tüzi veszedelmek, főképen pedig a borkereskedés megcsökkenése miatt igen alászállott. Királyi várossá 1647-ben lett; utczái kövezettek, házai alacsonyak; nevezetesebb épületei a sz. György temploma, melly azon helyen áll, hol a szent-györgyi és bazini grófok sírboltja volt; a piaczon álló piaristák temploma és klastroma, ebben van egy kath. gymnasium, mellyben a piaristák 1824-ben 98 ifjakat tanitottak. Evang. anyaszentegyháza, a város és katonai ispotály, az itt tanyázó lovas ezredeseknek szállása sat. 1819-ki vármegyei összeirás után találtatott itt: 224 ház, 589 család, 13 tiszt, 217 polgár és mesterember, 17 nemesi szolga, 330 zsellér, összesen 1278 férfi, 1357 asszony, azaz: 2634 lélek. Az 1830-ki egyházi felszámitás szerint pedig laktak benne 1741 kath., 842 evang., 393 zsidók, összesen 2976 lélek. Nyelvökre nézve 2/3 rész tót, 1/3 német. Fő élelmök a lakosoknak a szőlőmivelés, a minthogy fejér asztali borok az egész vmegyében legjobbnak tartatik, sőt aszuszőlőjök is a tokaival sok tekintetben vetélkedhetik. Ismertető jelei ezen aszuszőlő-bornak: a világos, arany szín, (a tokainak világos zöld szín), a kövérség, édesség, és egy különös kellemes zamat, továbbá hogy kifejtésére 3–4 esztendő legalább megkivántatik, s ez alatt mindig törkölyén kell állnia. A váron kivül nyugotra egy halmon lehet látni a sz.-györgyi régi 2 emeletü várat, melly most pusztán, laktalanul hever. E közt és a város közt terül el Neustift helysége, melly tulajdonképen Sz.-Györgynek külső városa, s a gr. Pálffy birtokához tartozik. A város jövedelmét szép nagy erdejéből veszi és 5 vizimalmából, s azon kénköves fördőből, melly innen fél órányira keletre egy hosszan elnyuló égerfákkal bővelkedő posványság mellett fekszik."
A trianoni békeszerződésig Pozsony vármegye Pozsonyi járásához tartozott.

## Népessége
| Év:            | 1994. | 2004.   | 2014.    | 2024.   |
| -------------- | ----- | ------- | -------- | ------- |
| Emberek száma: | 4529  | 4799    | 5500     | 6010    |
| Eltérés:       |       | +5,96 % | +14,60 % | +9,27 % |

| Év:            | 2023. | 2024.   |
| -------------- | ----- | ------- |
| Emberek száma: | 5983  | 6010    |
| Eltérés:       |       | +0,45 % |

1880-ban 2881 lakosából 78 magyar és 1469 szlovák anyanyelvű volt. Szentgyörgyújtelepen 1 magyar és 303 szlovák anyanyelvű élt.
1890-ben 3048 lakosából 148 magyar és 1678 szlovák anyanyelvű volt.
1900-ban 3456 lakosából 462 magyar és 1916 szlovák anyanyelvű volt.
1910-ben 3458 lakosából 1897 szlovák, 916 német és 641 magyar anyanyelvű volt. Ebből 2484 római katolikus, 767 evangélikus, 176 izraelita, 24 református és 7 görög katolikus vallású volt. Szentgyörgyújtelepen 9 magyar és 379 szlovák anyanyelvű élt.
1921-ben 3261 lakosából 100 magyar és 2211 csehszlovák volt.
1930-ban 3701 lakosából 82 magyar, 918 német, 15 zsidó, 2 ruszin, 2642 csehszlovák és 42 állampolgárság nélküli volt. Ebből 2771 római katolikus, 778 evangélikus, 125 izraelita, 3 református, 1 görög katolikus és 23 egyéb vallású volt. Szentgyörgyújtelepen 8 magyar és 480 csehszlovák élt.
1970-ben 5286 lakosából 23 magyar és 5202 szlovák volt.
1980-ban 5123 lakosából 19 magyar és 5030 szlovák volt.
1991-ben 4600 lakosából 22 magyar és 4512 szlovák volt.
2001-ben 4614 lakosából 18 magyar és 4499 szlovák volt.
2011-ben 5141 lakosából 4952 szlovák, 32 magyar, 29 cseh és 14 német volt.

## Neves emberek
- Itt született a 17. században Armbruster Sámuel jogász.
- Itt született 1824-ben Mangold Károly ügyvéd, polgármester, országgyűlési képviselő.
- Valószínűleg itt született 1832. március 19-én Vámbéry Ármin orientalista.
- Itt született 1860. május 31-én Zahlbruckner Sándor botanikus.
- Itt született 1895-ben Pálffy Fidél szélsőjobboldali politikus, Szálasi Ferenc kormányának földművelésügyi minisztere.
- Itt született 1898-ban kismartoni Anker Sándor a komáromi méntelep parancsnoka.
- Itt született 1906-ban Ľudovít Knappek szlovák jogász, jogászprofesszor.
- Itt hunyt el Nagy Márton bölcseleti doktor, kegyes tanítórendi áldozópap és tanár, a Magyar Tudományos Akadémia levelező tagja.
- Itt hunyt el Bogyó Mihály (1806-1867) református lelkész.
- Itt hunyt el Horváth József (1774-1841) bölcseleti doktor, piarista áldozópap és tanár.
- Itt hunyt el Mácska Lajos (1863-1922) piarista áldozópap és tanár.
- Itt szolgált Mösch Lukács (1651-1701) piarista viceprovinciális, szakíró.
- Itt szolgált Csida József (?–1808?) katolikus pap.
- Itt szolgált Gegő József Adolf (1746-1812) bölcseleti doktor, piarista áldozópap és líceumi tanár.
- Itt szolgált Bolla János (1806-1881) botanikus, mikológus, pedagógus.
- Itt szolgált Majoros József (1857-1918) evangélikus főgimnáziumi tanár.
- Itt szolgált Pavol Macháček (1887-1969) szlovák plébános, csehszlovák politikus, parlamenti képviselő, emigráns ellenálló
- Számos neves személy tanult gimnáziuma falai között, köztük Benyovszky Móric utazó is.
- Itt tanult teológiát Raffay Nepomuk János (1799-1873) piarista szerzetes, tanár.
- Itt tanult Palotai József (1806-1867) piarista szerzetes, piarista kormányzó, egyetemi tanár és a Magyar Tudományos Akadémia rendes tagja.
- Itt tanult teológiát Schuster Konstantin (1817-1899) piarista szerzetes, kassai püspök, váci püspök.
- Itt tanult teológiát Czápay Imre (1819-1897) piarista szerzetes-tanár, igazgató.
- Itt tanult Boltizár József (1821-1905) római katolikus pap, esztergomi segédpüspök.
- Itt tanult teológiát Várossy Mihály (1844-1922) polgáriskolai tanár, író, költő.
- Itt tanult Cservenka Kálmán (1879-1943) nagyhindi plébános, kerületi esperes, egyházi tanfelügyelő.

## Nevezetességei
- Reneszánsz várkastélyát 1609-ben az Illésházyak építtették, később a Pálffy család tulajdona volt. Ma az Academia Istropolitana Nova nevű oktatási intézmény működik benne.
- A várostól északnyugatra, hegytetőn állnak Fehérkő várának maradványai. A 13. században épült kisebb várként, a középkorban az építtető Szentgyörgyi és Bazini grófok birtokolták. Jelentősége nem volt, 1663-ban a törökök rombolták le.
- Szent György tiszteletére szentelt plébániatemploma 13. századi eredetű, számos freskó, síremlék díszíti.
- A Szentháromság-templom 1654-ben épült, előbb a pálosoké, majd a piaristáké lett, akik 1685-ben gimnáziumot nyitottak itt.
- A piarista kolostor épülete.
- Pestisoszlop.
- Zichy-kúria.
- Az első magyarországi lóvasút épülete 1840-ből.
- A határában álló Nagyboldogasszony kápolna búcsújáróhely.